# Grahn, Hedman & Wasastjerna

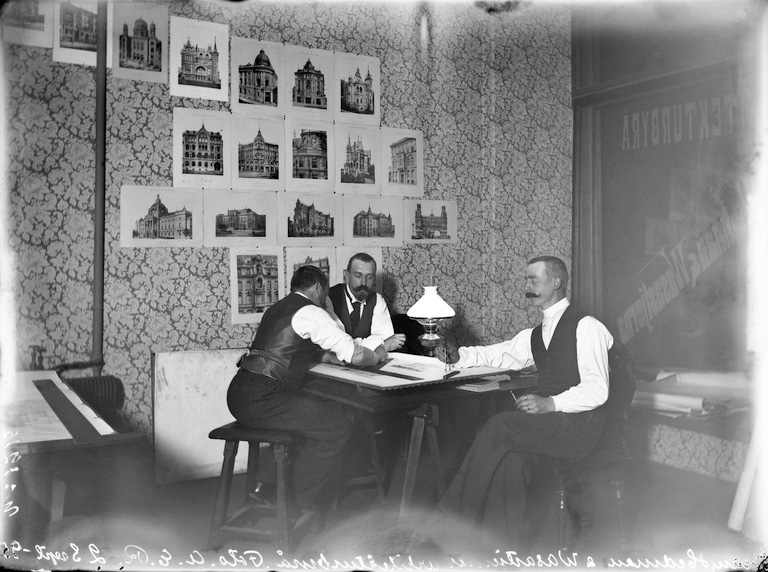
Grahn, Hedman & Wasastjerna 1895

Grahn, Hedman & Wasastjerna var ett finskt arkitektkontor verksamt i Helsingfors 1892–1905.
Kontoret grundades av de nyutexaminerade arkitekterna Karl Gustaf Grahn (1868–1907), Ernst G. Hedman (1867–1933) och Knut Wasastjerna (1867–1935). Det vann snabbt en framträdande ställning i den finländska huvudstaden och lockade även till sig svenska arkitekter såsom John Settergren, Klas Boman och Gustaf Adolf Lindberg. 1898 sålde Hedman sin andel i byrån till de övriga två aktieägarna och lämnade verksamheten. Man drogs senare in i ett antal processer kring några arbeten och detta kan ha varit en av orsakerna till att byrån upplöstes vid årsskiftet 1905-06.
Byrån står bakom 50-talet arbeten. I Helsingfors ritade man Wasa Aktie Banks hus vid Södra Esplanaden/Kaserngatan, Argos vid Mannerheimvägen (1896), Hermes vid Alexandersgatan/Centralgatan (1898), före detta hotell Fennia vid Järnvägstorget (1899) samt även Finlands fastighetsförbunds hus vid Annegatan/Kalevagatan (1898) och hörnhuset Georgsgatan/Nylandsgatan (1898). På övriga orter återfinns byggnader vi Strengbergs tobaksfabrik i Jakobstad (1896), stenhuggeri Oy Granit Ab i Hangö (1896), Sumeliuska huset i Tammerfors (1901), Stellas byggnad i Kotka (1896), samt om- och tillbyggnaden av Uleåborgs stadshus (1893).

## Bilder

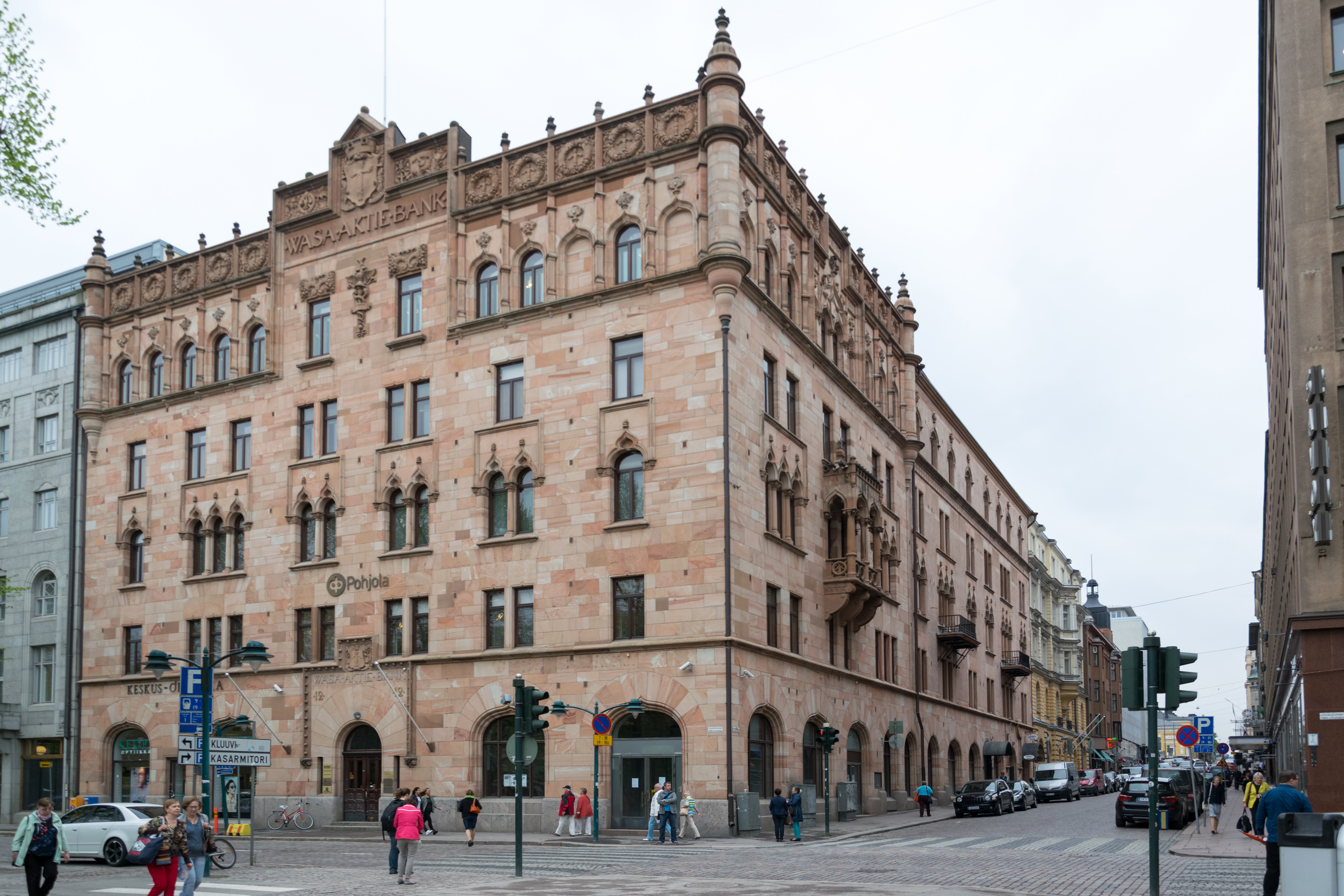
Wasa Aktie Bank
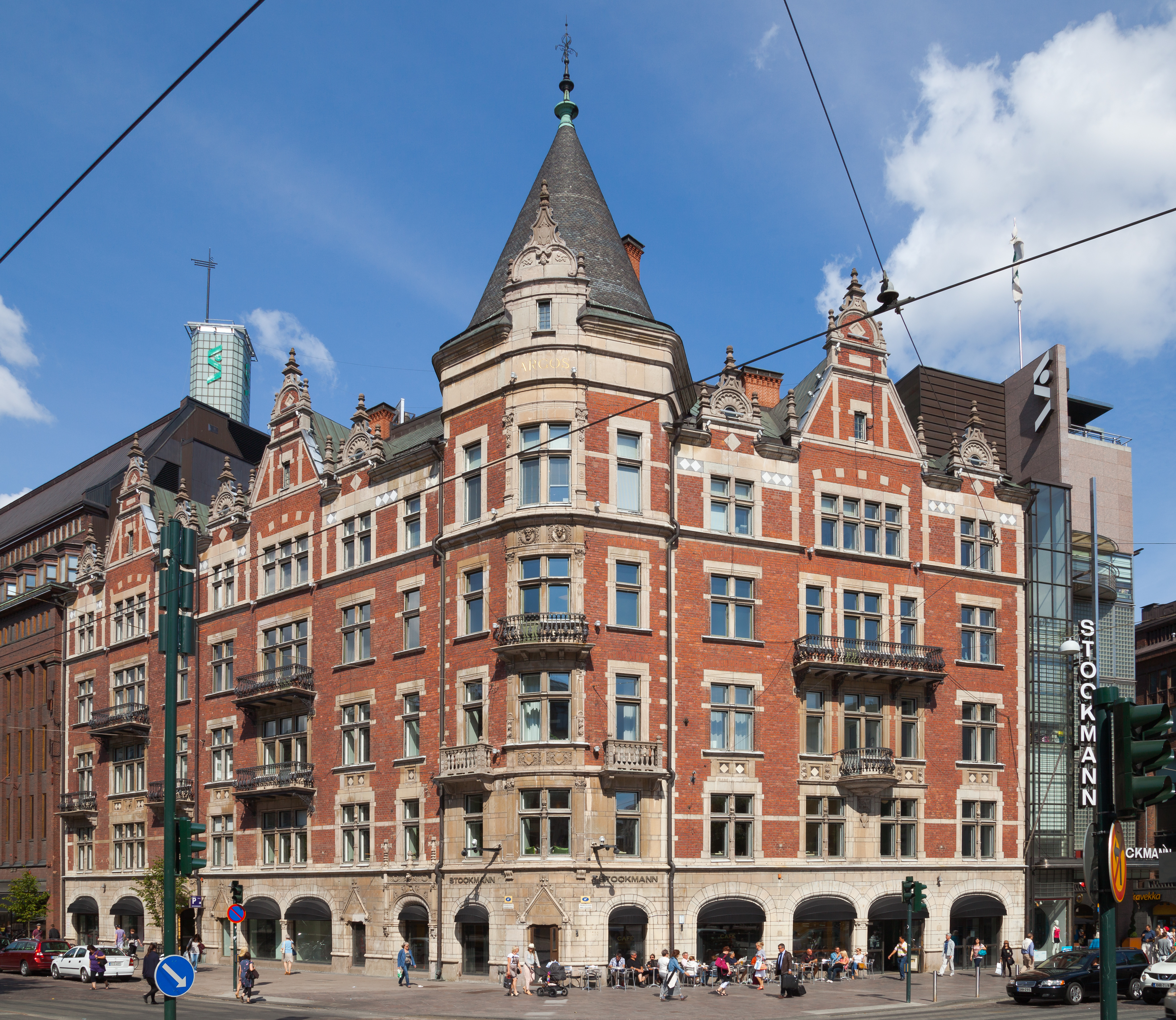
Argos hus
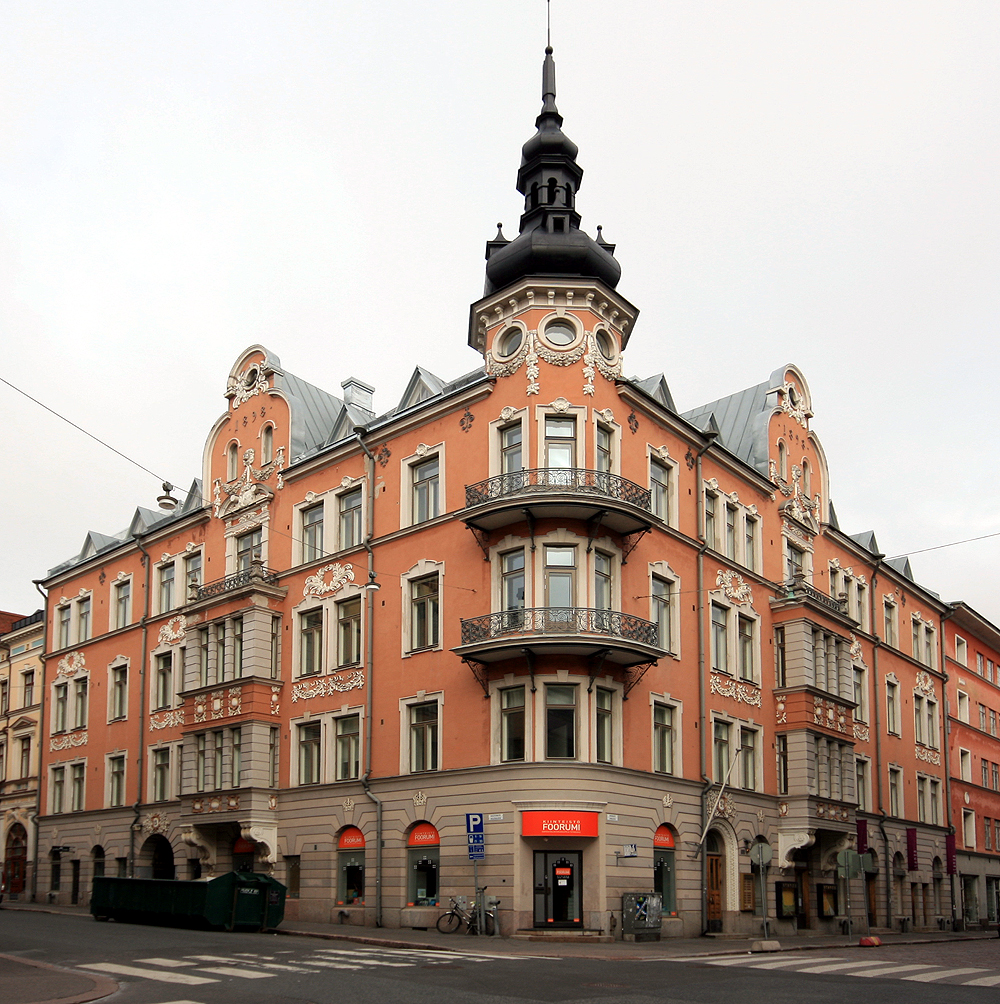
Finlands fastighetsförbunds hus
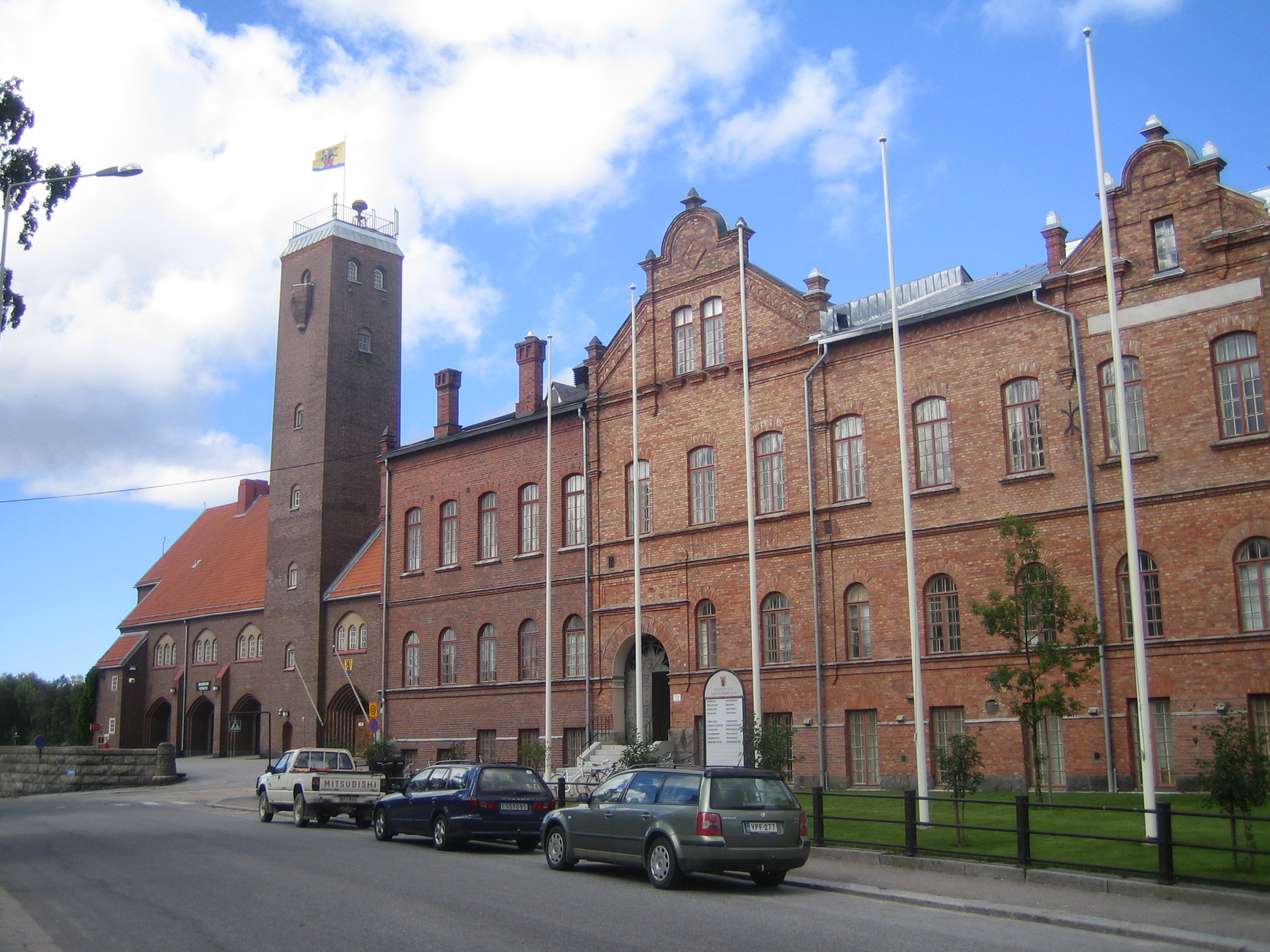
Jakobstads tobaksfabrik
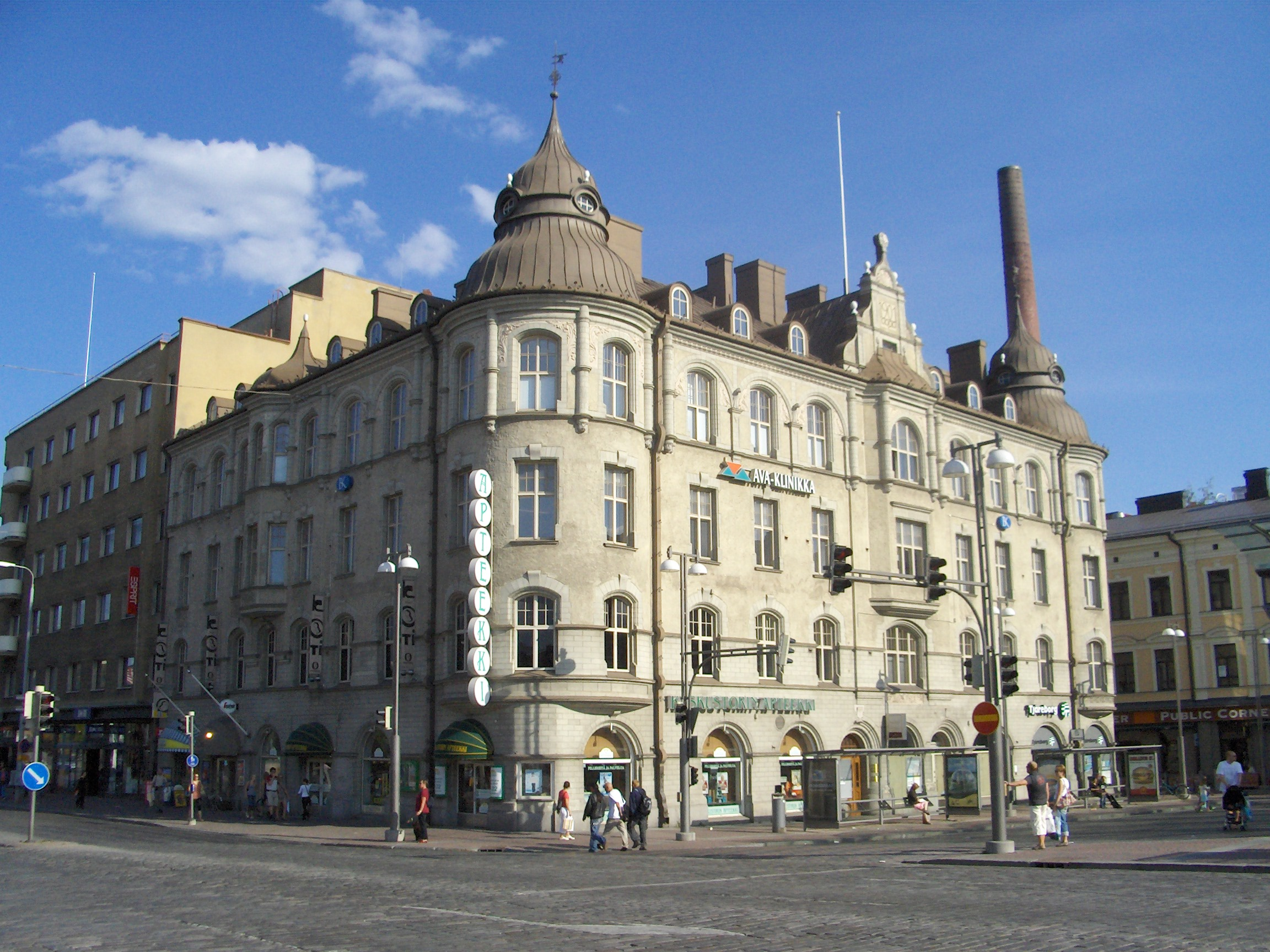
Sumeliuska huset